# Kanton Brebières
Kanton Brebières is een kanton in het Franse departement Pas-de-Calais. Het kanton maakt deel uit van het arrondissement Arras. Het kanton is in 2015 ontstaan uit de kantons Vimy (gedeeltelijk) en Kanton Vitry-en-Artois (gedeeltelijk).

## Gemeenten
Het kanton Brebières omvat de volgende gemeenten: 
- Arleux-en-Gohelle
- Bellonne
- Biache-Saint-Vaast
- Boiry-Notre-Dame
- Brebières (hoofdplaats)
- Cagnicourt
- Corbehem (Nederlands: Corbeham)
- Dury
- Étaing
- Éterpigny
- Fresnes-lès-Montauban
- Fresnoy-en-Gohelle
- Gouy-sous-Bellonne
- Hamblain-les-Prés
- Haucourt
- Hendecourt-lès-Cagnicourt
- Izel-lès-Équerchin
- Neuvireuil
- Noyelles-sous-Bellonne
- Oppy
- Pelves
- Plouvain
- Quiéry-la-Motte
- Récourt
- Rémy
- Riencourt-lès-Cagnicourt
- Rœux
- Sailly-en-Ostrevent
- Saudemont
- Tortequesne
- Villers-lès-Cagnicourt
- Vis-en-Artois
- Vitry-en-Artois